# Nell Williams
Pour les articles homonymes, voir Williams.
Nell Williams, née le 13 septembre 1998, est une actrice britannique.
Dans la saison 5 de Game of Thrones sur HBO, elle joue la jeune Cersei Lannister (interprétée par Lena Headey) dans des flashbacks. Elle joue également dans The Revolting World of Stanley Brown et Loving Miss Hatto.

## Filmographie

### Cinéma
- 2019 : L'Art du mensonge : Lili
- 2019 : Music of My Life (Blinded by the Light) de Gurinder Chadha : Eliza

### Télévision
- 2012 : The Revolting World of Stanley Brown : Jess
- 2012 : Loving Miss Hatto : Birdy (jeune)
- 2013 : National Theatre Live : Elizabeth (jeune) - épisode : The Audience
- 2015 : Game of Thrones : Cersei Lannister (jeune)